# Sultanatet Mogadishu
Sultanatet Mogadishu var en historisk monarki som låg i nuvarande södra Somalia mellan 900-talet och 1600-talet.
Det spelade en tid en dominant roll vid Indiska oceanen och intog en betydande plats i handeln med guld. Det är okänt när det grundades, men dess äldsta bekräftade datum är 923. Riket annekterades och blev en del av Sultanatet Ajuran under 1600-talet.